# Spiaggia assolata
Costa del sole (in bulgaro Слънчев бряг?, Slănčev brjag; in inglese Sunny Beach) è una località situata nel distretto di Burgas, lungo la costa del mar Nero, in Bulgaria.

## Geografia fisica
Spiaggia assolata è la più grande località turistica del mar Nero, situata a circa 35 km a nord di Burgas e insieme a Sabbie d'oro costituisce una parte essenziale della capacità ricettiva turistica della riviera bulgara. Vi sono oltre 800 hotel con più di 300.000 posti letto, 130 ristoranti e numerosi locali con musica dal vivo, pub, night club, discoteche e cafè. La località è anche conosciuta come la "Ibiza dell'est".
Sunny Beach non ha molti residenti, ma nel periodo estivo vi arrivano migliaia e migliaia di turisti, provenienti per lo più da Russia e Germania. Negli anni ha accolto sempre più villeggianti inglesi, irlandesi, scandinavi ed olandesi, grazie ai prezzi molto competitivi rispetto alle località del mar Mediterraneo.
Il resort ha ospitato l'annuale Orfeo d'oro (Golden Orpheus), festival pop che presentava regolarmente i più famosi cantanti italiani ed era il festival più popolare del blocco orientale.

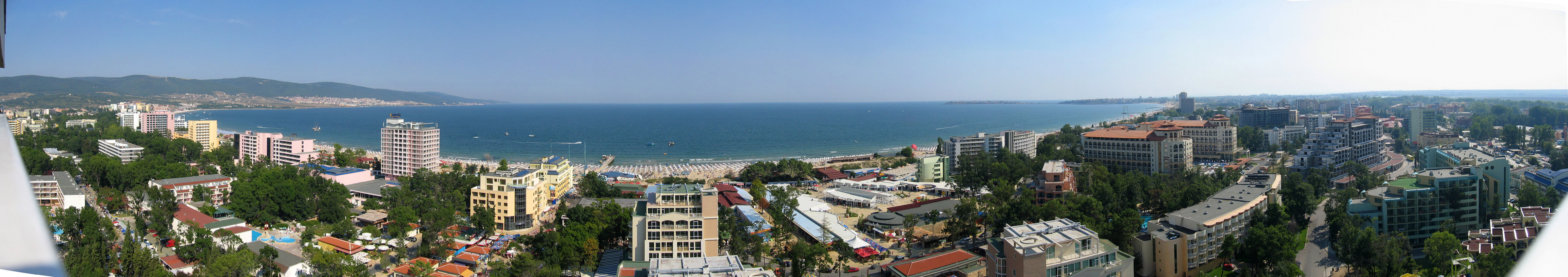
Panorama di Spiaggia assolata